# Charles Pétiniaud-Dubos

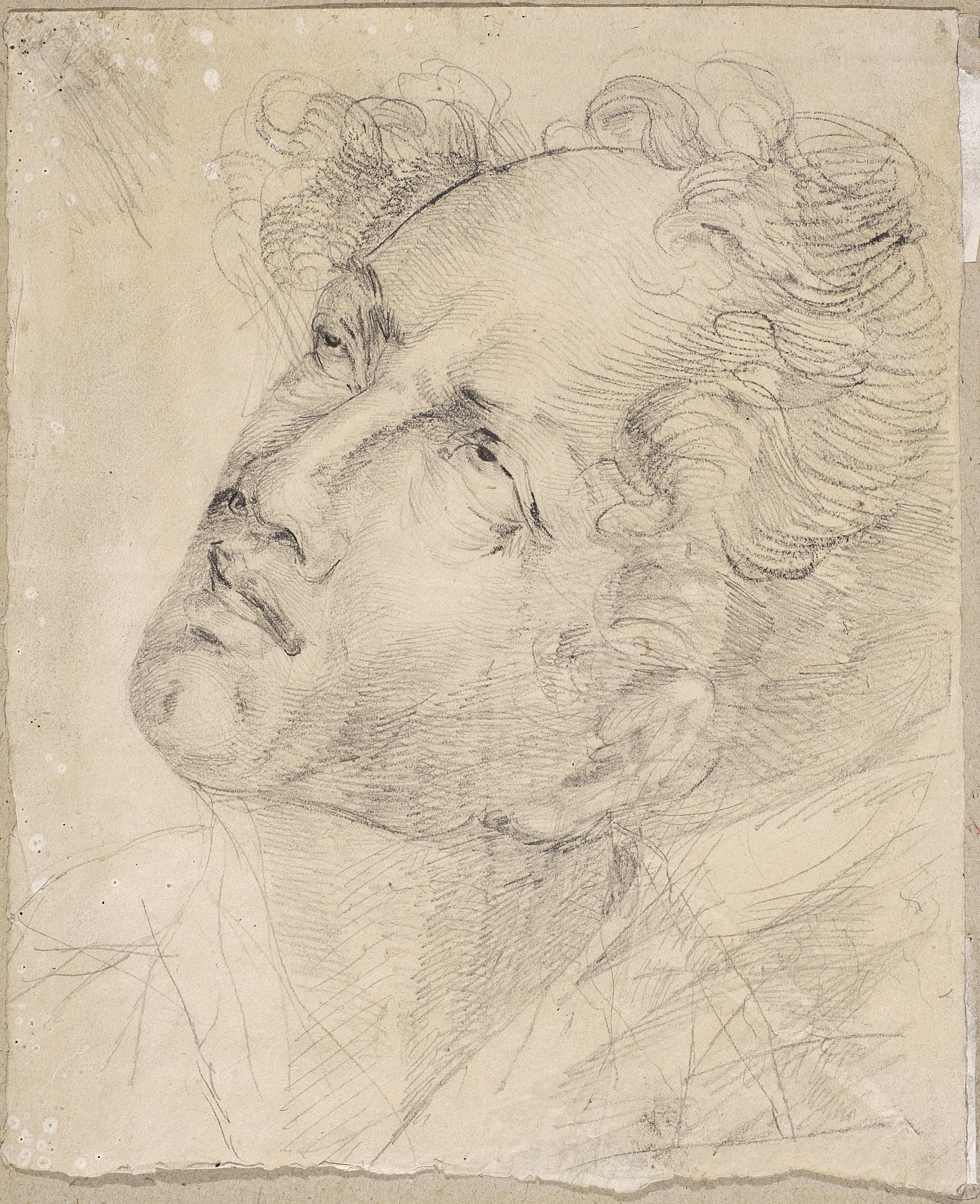
Juliusz Slowacki sur son lit de mort. Croquis réalisé par son ami, par Charles Pétiniaud-Dubos (1849)

Charles Pétiniaud-Dubos (Limoges, 8 septembre 1822 - Paris, 15 mars 1906) est un peintre français dont le travail fut exposé aux expositions de Paris en 1844, 1848, 1856, 1897 et 1906.
Il réalise les décorations intérieures de la cathédrale Saint-Étienne de Limoges en 1844.
Il était ami et exécuteur testamentaire du poète polonais Juliusz Słowacki, pour qui il a conçu sa première pierre tombale. Il a également dessiné un croquis de son lit de mort en 1849.

## Lectures complémentaires
- L. Méyet, « Ostatni druh poety », Kurier Warszawski, 1909, no 1, p. 20.